# Corallina hombronii
Corallina hombronii (Montagne) Montagne ex Kützing, 1849  é o nome botânico  de uma espécie de algas vermelhas pluricelulares do gênero Corallina.
- São algas marinhas encontradas na Nova Zelândia e Ilhas Auckland.

## Sinonímia
- Jania hombronii Montagne, 1845